# Mine universiteter
Mine universiteter (russisk: Мои университеты) er en sovjetisk film fra 1940 af Mark Donskoj.

## Medvirkende
- Nikolaj Valbert som Aleksej Petjkov
- Stepan Kajukov som Semjonov
- Nikolaj Dorokhin som Tjatunov
- Nikolaj Plotnikov som Nikiforytj
- Lev Sverdlin